# 창녕 석불사 석조보살입상
창녕 석불사 석조보살입상(昌寧 石佛寺 石造菩薩立像)은 대한민국 경상남도 창녕군 창녕읍 말흘리, 석불사에 있는 석불입상이다.
1983년 7월 20일 경상남도의 문화재자료 제20호 석불사석불입상으로 지정되었다가, 2018년 12월 20일 현재의 명칭으로 변경되었다.

## 개요
원래 요바꼴 언덕 위에 서 있는 불상을 법당에 옮겨 놓았는데, 석불사의 명칭도 이로 인한 것이라 한다. 불신 뒤에 있는 광배(光背)에 아무런 무늬도 새기지 않아 소박함이 엿보이는 이 불상은 신라말이나 고려초에 만들어진 것으로 추정된다.

## 참고 자료
- 창녕 석불사 석조보살입상 - 국가유산청 국가유산포털